# Isla de Jaco
Jaco (a veces también conocida como "Jako") es una isla que forma parte de las Islas menores de la Sonda localizada en el punto más oriental de la isla de Timor y que políticamente es parte del distrito de Lautém que pertenece a Timor Oriental. Está separada de la isla de Timor por un canal estrecho, que permite solo el paso de barcos pequeños, posee un 10 km² de superficie y su mayor altitud alcanza los 100 metros.
Es una isla despoblada considerada sagrada por los pueblos autóctonos, por lo que no se permite pernoctar en ella, tan solo se permiten visitas diurnas, por su belleza natural, con playas de arena blanca, Jaco es una "Reserva Natural" reconocida así por el gobierno timorense (dentro del Parque nacional Nino Konis Santana).

## Véase también

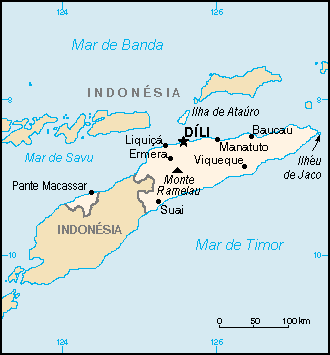
Vista de la isla de Jaco dentro de Timor Oriental.